# Lai Chun Ho
Dans ce nom, le nom de famille, Lai, précède le nom personnel.
Lai Chun Ho (en chinois traditionnel : 黎 振浩, né le 5 février 1989 à Hong Kong) est un athlète de Hong Kong, spécialiste du sprint.
Il représente Hong Kong lors des Jeux olympiques d'été à Pékin en 2008. Il détient le record du relais 4 × 100 m de sa fédération : 39 s 24 à Jiaxing le 22 mai 2011 (Tang Yik Chun, Lai Chun Ho, Ng Ka Fung, Tsui Chi Ho). Son record sur 100 m est de 10 s 38 (+ 1,1 m/s) à Hong Kong le 1er juin 2008. Il est également médaille d'argent en 39 s 26, soit 2/100e de plus, lors des 19es Championnats d'Asie (Tang Yik Chun, Lai Chun Ho, Ng Ka Fung et Tsui Chi Ho) à Kobé. Médaille de bronze dans la même épreuve lors de l'Universiade de 2011 à Shenzhen.
Le 26 mai 2012 à Taipei, comme deuxième relayeur, il permet à l'équipe de Hong Kong de battre son record national, en 38 s 47 et de se qualifier pour les Jeux olympiques de Londres (Tang Y. C., Lai C. H., Ng K. F. et Tsui Chi Ho).
Lors des Championnats d'Asie à Pune, L'équipe de Hong Kong, toujours composée de Tang Yik Chun, de Lai Chun Ho, de Ng Ka Fung et de Tsui Chi Ho remporte son premier titre de champion d'Asie en 38 s 94, devant le Japon et la Chine,